# Тамсалу (Ляене-Сааре)
Та́мсалу (ест. Tamsalu küla) — село в Естонії, у волості Ляене-Сааре повіту Сааремаа.

## Населення
Чисельність населення на 31 грудня 2011 року становила 24 особи.

## Географія
Поблизу села проходить автошлях 78 (Курессааре — Кігелконна — Веере).

## Історія
До 12 грудня 2014 року село входило до складу волості Каарма.